# Pakeha maxima
Pakeha maxima là một loài nhện trong họ Amaurobiidae.
Loài này thuộc chi Pakeha. Pakeha maxima được miêu tả năm 1973 bởi Raymond Robert Forster & Wilton.